# 원광 (금)
원광(元光, 1222년 8월 ~ 1223년)은 금나라 선종(宣宗) 완안 종가(完顔 從嘉)의 세번째 연호이다. 1년 5개월 가량 사용하였다. 선종(宣宗)이 죽고난 후에 애종(哀宗)이 정대로 개원할 때까지 사용하였다.

## 개원
- 흥정(興定) 6년 8월 9일[1](1222년 9월 15일)에 연호를 원광(元光)으로 개원함.[2][3][4]

- 원광(元光) 3년 1월 1일[5](1224년 1월 22일)에 연호를 정대(正大)로 개원함.[6][3][4]

## 연대 대조표
| 원광       | 원년            | 2년        |
| 서기(西紀) | 1222년          | 1223년     |
| 간지(干支) | 임오(壬午)      | 계미(癸未) |
| 남송(南宋) | 가정(嘉定) 15년 | 16년       |

## 동시대 연호

### 중국
송(宋)
- 가정(嘉定) (1208년 ~ 1224년)

서하(西夏)
- 광정(光定) (1211년 ~ 1223년)
- 건정(乾定) (1223년 ~ 1226년)

대리국(大理國)
- 천개(天開) (1205년 ~ 1225년)

동진(東眞)
- 천태(天泰) (1215년 ~ 1223년)

### 베트남
- 끼엔자(建嘉) (1211년 ~ 1224년)

### 일본
- 조오(貞應) (1222년 ~ 1224년)

## 같이 보기
- 다른 왕조의 같은 연호
  - 전한(前漢) 원광(元光, 134년 ~ 129년)

- 중국의 연호 목록